# Імуноглобулін проти вірусу вісповакцини
Імуноглобулін проти вірусу вісповакцини (VIG) — це препарат, який застосовують для лікування важких ускладнень після вакцинації проти віспи та віспи мавп. Залежно від ускладнень, він використовується при вакцинальній екземі, прогресуючій вакцинальній хворобі, тяжкій генералізованій вакцинальній хворобі та інфекціях внаслідок вакцинальної хвороби в осіб із певними захворюваннями шкіри. Препарат вводять поступово внутрішньовенно.
Поширені побічні дії включають головний біль, запаморочення та нудоту. Важкі побічні дії можуть включати алергічні реакції, ураження нирок, порушення згортання крові та гостре посттрансфузійне ураження легенів. Препарат є імуноглобуліном, а саме гамма-глобуліном, виготовленим із крові людей, імунізованих проти віспи.
Імуноглобулін проти вірусу вісповакцини був схвалений до застосування в медичній практиці в Сполучених Штатах у 2005 році. У Сполучених Штатах препарат відсутній у вільному продажу, але його можна отримати з Національного стратегічного запасу. У Канаді препарат доступний через Агентство громадської охорони здоров'я Канади.